# Bruno Fratus
Bruno Giuseppe Fratus (ur. 30 czerwca 1989 w Macaé) – brazylijski pływak specjalizujący się w stylu dowolnym, brązowy medalista igrzysk olimpijskich, trzykrotny wicemistrz świata.

## Kariera pływacka
Podczas Igrzysk Panamerykańskich 2011 zdobył 3 medale: 2 złote w sztafetach 4 x 100 m stylem dowolnym i zmiennym oraz srebrny na dystansie 50 m stylem dowolnym.
Wystartował na igrzyskach olimpijskich w Londynie w wyścigu na 50 metrów stylem dowolnym, gdzie zajął 4. miejsce z rekordem życiowym 21,60 sekund.
Na mistrzostwach świata w Kazaniu z czasem 21,55 zdobył brązowy medal w konkurencji 50 m kraulem. Uczestniczył w igrzyskach panamerykańskich w Toronto, gdzie zdobył złoty medal w sztafecie 4 × 100 m st. dowolnym oraz srebrny medal na dystansie 50 m tym samym stylem.
W 2016 roku brał udział w igrzyskach olimpijskich w Rio de Janeiro. W finale 50 m stylem dowolnym uzyskał czas 21,79 i zajął szóste miejsce.
Rok później, podczas mistrzostw świata w Budapeszcie wywalczył dwa srebrne medale w konkurencjach 50 m kraulem (21,27) i w sztafecie 4 × 100 m stylem dowolnym, w której Brazylijczycy ustanowili nowy rekord Ameryki Południowej. W 2019 roku został dwukrotnym złotym medalistą igrzysk panamerykańskich – w sztafecie 4 × 100 m st. dowolnym oraz indywidualnie na dystansie 50 m tym samym stylem.
Na igrzyskach olimpijskich w Tokio w 2021 roku zdobył brązowy medal na dystansie 50 m stylem dowolnym, uzyskawszy czas 21,57.